# Thomas Lowry
Pour les articles homonymes, voir Lowry.
Thomas Martin Lowry (26 octobre 1874 - 2 novembre 1936), est un chimiste britannique.

## Biographie
Il étudie la chimie de 1896 à 1912 au Central Technical College à Londres sous la direction de Henry Armstrong dont il est l'assistant, un chimiste anglais qui s'intéresse tout particulièrement à la chimie organique mais aussi à la nature des ions et aux solutions aqueuses.
Puis il dirige à partir de 1913 le département de chimie du Guy's Hospital à Londres, devenant ainsi le premier professeur de chimie de l'histoire des universités de Londres.
En 1914, il est élu Membre de la Royal Society, et en 1920 il est nommé premier professeur de chimie physique de l'université de Cambridge. Il est connu pour sa théorie des acides-bases qu'il formule en 1923 en même temps, mais de manière indépendante, que le chimiste danois Joannes Nicolaus Brønsted.
Il reste à Cambridge jusqu'à la fin de ses jours.